# Lebiez
Lebiez là một xã ở tỉnh Pas-de-Calais ở vùng Hauts-de-France, Pháp.

## Dân số
| 1962                                                           | 1968 | 1975 | 1982 | 1990 | 1999 | 2006 |
| -------------------------------------------------------------- | ---- | ---- | ---- | ---- | ---- | ---- |
| 231                                                            | 267  | 240  | 245  | 243  | 208  | 244  |
| Census count starting from 1962: Population without duplicates |      |      |      |      |      |      |